# Ptilodexia agilis
Ptilodexia agilis är en tvåvingeart som beskrevs av Henry J. Reinhard 1943. Ptilodexia agilis ingår i släktet Ptilodexia och familjen parasitflugor.
Artens utbredningsområde är New York. Inga underarter finns listade i Catalogue of Life.